# Skeirón
Skeirón (latinsky Sciron) je v řecké mytologii ukrutný lupič z Isthmu v blízkosti Megary.
Svou lupičskou živnost provozoval poněkud zvláštním způsobem. Každého pocestného zavedl ke studánce pod vysokou skálou u moře, přinutil ho odložit si věci a umýt mu nohy. Pak nešťastníka mohutným kopancem srazil do moře. Zřejmě se mu takto dařilo, moment překvapení sehrál své.
Přece však nakonec narazil a nevyplatilo se mu to. To když mladý Théseus ve svých šestnácti letech putoval od svého děda, troizenského krále Pitthea ke svému nevlastnímu otci Aigeovi, králi athénskému. Théseus cestou chtěl prožít dobrodružství, na kterých by si vydobyl slávu a proslulost.
Když Skeirón chtěl uplatnit svou metodu, Théseus ho sám chytil za nohy a přes sebe ho přehodil do moře. Tam ho prý sežraly obrovské obludné želvy.
Skeirón byl třetí v řadě, koho Théseus porazil jeho vlastními prostředky. Před ním to byli Perifétés, Sínis a podobný osud čekal ještě Kerkyóna a Prokrústa.
Skeirónovo jméno má dodnes skála na Isthmu. Autostráda je tam dokonce rozšířená, aby turisté měli možnost prohlédnout si místo, kde zahynul. Moře pod skálou je však mělké a želvy v něm nežijí.